# Ради Гьокчеренлиев
Ради Железов Гьокчеренлиев е български политик, предприемач, духовник, учител. Първи кмет на Шумен, управлявал в периода юли 1878 – 1879 г.

## Биография
Роден е през 1813 г. в град Шумен, в семейство на овчари. Родът му е от село Подвис (Карнобатско). Баща му се заселва в Шумен по време на Руско-турската война през 1812 г. Ради Железов учи в Шумен, след което постъпва като дякон при шуменския владика (грък). През 1845 г. заминава за Битоля, но скоро захвърля расото и заминава за Княжество Сърбия. През 1840-те години е килиен учител в Шумен, а през 1850-те е учител по църковно пеене в класното девическо училище в града.
Църковен певец. Живее и работи в Шумен, където открива първата фабрика за бира и за житна ракия. Проявява се като запален родолюбец – читалищен и училищен настоятел.
Умира през 1887 г. в град Шумен, в околността на неговата стара къща.